# Flexblue
Flexblue est un concept de petit réacteur modulaire, immergé, mesurant une centaine de mètres de long pour environ 14 mètres de diamètre, et d'une puissance entre 50 et 250 MWe. À l'étude par DCNS à partir de 2008, en partenariat avec AREVA, le CEA et EDF, ce projet a depuis lors été abandonné. 
Ce projet s'inscrivait dans une tendance actuelle du marché des centrales nucléaires : l'étude de projet de constructions de centrales de puissance de l'ordre de 30 à 300 MW contre 1 000 à 1 600 MW pour les centrales classiques, qui peuvent être construite en série en usine et déployée rapidement alors qu'un chantier de centrale classique prend une décennie.

## Clientèles visées
Avec Flexblue, DCNS visait différents types de clientèle, à savoir :
- certains pays primo-accédants au nucléaire civil ;
- des pays en développement à faible consommation électrique par habitant et réseau électrique de faible capacité ;
- dans les pays développés, de zones spécifiques (îles, presqu'îles et régions qui ont besoin de compenser des déficits énergétiques).

## Description
Les unités Flexblue mesureraient une centaine de mètres de long pour environ 12 à 15 mètres de diamètre et une masse d’environ 12 000 tonnes.
Flexblue serait ancrée dans un environnement sous-marin par 60 à 100 mètres de fond et à distance de 5 à 15 kilomètres des côtes. Un système de ballasts permettrait le déplacement vertical de Flexblue dans les phases d’installation, d’entretien et de démantèlement.
Chaque unité de production d’énergie permettrait d’alimenter une zone de 100 000 à 1 000 000 d’habitants – selon la puissance de l’unité et le niveau de vie de la population servie.

### Compatibilité
La modularité de Flexblue lui permettrait d’intégrer différents types de chaudières nucléaires de petite puissance, actuelles ou à venir. 
À ce stade, DCNS indique que l’option la plus naturelle serait d’intégrer dans Flexblue des modèles de chaudière dérivés de celles utilisées dans les sous-marins à propulsion nucléaire. Ces chaudières seraient conçues et réalisées par le Commissariat à l'énergie atomique (CEA), Areva-TA et DCNS. Par rapport aux sous-marins, les spécifications de la chaudière de Flexblue seraient adaptées puisqu’il s’agira de produire une énergie continue et non de répondre aux besoins de manœuvrabilité d’un navire.

## Caractéristiques techniques
Flexblue ferait appel à des modules de production nucléaires standardisés, assemblés en chantier naval au sein d’une coque submersible.

### Exploitation et assemblage
Le design standardisé serait indépendant du site d’implantation finale. Chaque unité serait fabriquée, montée et essayée sous maîtrise d’œuvre de DCNS, en usine et en chantier naval.
Les différents éléments et équipements de l’unité Flexblue seraient fabriqués en usine, dans les sites de DCNS et de ses partenaires, avant d’être acheminés jusqu’au centre DCNS de Cherbourg. DCNS assemblerait ensuite les unités Flexblue. 
Les unités pourraient être acheminées et installées tout autour de la planète par des navires spéciaux de même nature que ceux actuellement employés pour le déploiement des plateformes off-shore. Ces navires achemineraient également les unités Flexblue vers un site de DCNS pour qu’elles y soient rechargées en combustible nucléaire, entretenues, modernisées ou démantelées.

### Poste de contrôle
Le local abriterait le système de commande où pourrait intervenir un équipage pour les phases clés du fonctionnement de l’unité telles que le démarrage et certaines opérations de maintenance.

### Chaudière nucléaire
Le compartiment comprendrait le réacteur nucléaire, isolé au sein d’un caisson étanche à haute sécurité. Le réacteur produirait par fission nucléaire de la chaleur.

### Usine électrique
La chaleur produite par la réaction nucléaire créerait de la vapeur dans un générateur de vapeur. Cette vapeur ferait tourner une turbine qui entraînerait un alternateur de production d’électricité.

### Liaison par câbles sous-marins
Des câbles sous-marins achemineraient l’électricité produite par l’alternateur de Flexblue vers la côte et relieraient Flexblue à un réseau de distribution.

## Mesures de sécurité
Les unités Flexblue proposeraient un dispositif de sécurité conforme aux normes mondiales : le niveau de sûreté de Flexblue serait équivalent à celui des centrales nucléaires terrestres de 3e génération. Le cœur du réacteur serait protégé par trois barrières : la gaine du combustible, le circuit primaire et la coque.

## Polémique sur les impacts environnementaux
Certains détracteurs du projet signalent qu'en vertu du deuxième principe de la thermodynamique, le rendement global de 25 % est à prévoir dans le meilleur des cas, c'est-à-dire qu'au moins trois fois la puissance développée (150 MW à 750 MW) sera utilisée à réchauffer de l'eau de mer. Si l'on considère une centrale par million d'habitants, il pourrait y avoir à terme 70 fois cette puissance rien que pour la France. Selon ces mêmes personnes, l'impact sur le réchauffement de la mer au voisinage des côtes serait considérable, contribuant ainsi à l'érosion des côtes et au réchauffement climatique global.
En 2012, des organismes antinucléaires, dont Greenpeace Suisse, se sont alarmés du fait que DCNS n'ait annoncé aucun projet d'étude d'impact environnemental du projet Flexblue, en ce qui concerne la faune, la flore, le plateau continental ou l'impact sur l'alimentation humaine.